# NGC 4656/4657
NGC 4656, aussi appelé galaxie du bâton de hockey,, est une galaxie spirale barrée de type magellanique relativement rapprochée et située dans la constellation des Chiens de chasse. NGC 4656 a été découverte par l'astronome germano-britannique William Herschel en 1787.

## Description
La vitesse de NGC 4656 par rapport au fond diffus cosmologique est de 909 ± 18 km/s, ce qui correspond à une distance de Hubble de 13,41 ± 0,98 Mpc (∼43,7 millions d'al).
La classe de luminosité de NGC 4656 est V et elle présente une large raie HI. Elle renferme également des régions d'hydrogène ionisé. La luminosité de la galaxie NGC 4656 dans l'infrarouge lointain (de 40 à 400 µm)  est égale à 8,13 × 108 {\displaystyle L_{\odot }} (108,91{\displaystyle L_{\odot }}) et sa luminosité totale dans l'infrarouge (de 8 à 1 000 µm) est de 9,55 × 108 {\displaystyle L_{\odot }} (108,98{\displaystyle L_{\odot }}).
En raison d'une brillance de surface égale à 14,41 mag/am2, on peut qualifier NGC 4656 de galaxie à faible brillance de surface (LSB en anglais pour low surface brightness). Les galaxies LSB sont des galaxies diffuses (D) avec une brillance de surface inférieure de moins d'une magnitude à celle du ciel nocturne ambiant.

## Distance de NGC 4656
À ce jour, une dizaine de mesures non basées sur le décalage vers le rouge (redshift) donnent une distance de 4,987 ± 1,865 Mpc (∼16,3 millions d'al), ce qui est à l'extérieur des valeurs de la distance de Hubble.
Cette galaxie, comme plusieurs du groupe de NGC 4631, est relativement rapprochée du Groupe local et on obtient souvent une distance de Hubble très différente en raison de leur mouvement propre dans le groupe où dans l'amas où elles sont situées. La distance de 4,987 Mpc est sans doute plus près de la réalité. Selon ces deux mesures, NGC 4656 se dirige vers le centre de l'amas en direction opposée à la Voie lactée. Notons que c'est avec la valeur moyenne des mesures indépendantes, lorsqu'elles existent, que la base de données NASA/IPAC calcule le diamètre d'une galaxie.

## NGC 4657
NGC 4657 a été considéré comme une autre nébuleuse lorsque seules les parties les plus lumineuses de cette galaxie étaient visibles. Mais il s'agit en réalité de la région de formation d'étoiles à l'extrémité de NGC 4656. Cette déformation à l'extrémité de NGC 4656 vient probablement de l’interaction gravitationnelle avec NGC 4631 (voir « Trois galaxies en interaction » ci-dessous),. C'est de cette déformation que provient le nom de galaxie du bâton de hockey.

## Trois galaxies en interaction
NGC 4627, NGC 4631 et NGC 4656 sont en interaction gravitationnelle entre elles,,,. NGC 4656 et NGC 4631 forment aussi une paire de galaxies en interaction gravitationnelle. NGC 4631 est à environ un demi-degré au nord-ouest et pourrait être à seulement un demi-million d'années-lumière de NGC 4656 si l'on tient compte des incertitudes sur la distance des deux galaxies.

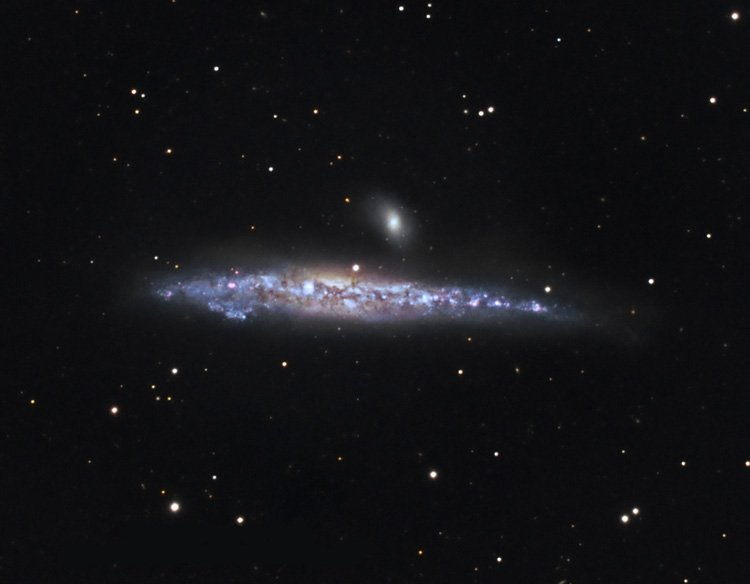
NGC 4631 et NGC 4627 par un astronome amateur. On voit assez bien sur cette image la queue de marée de NGC 4627 qui pointe en direction opposée de NGC 4631.
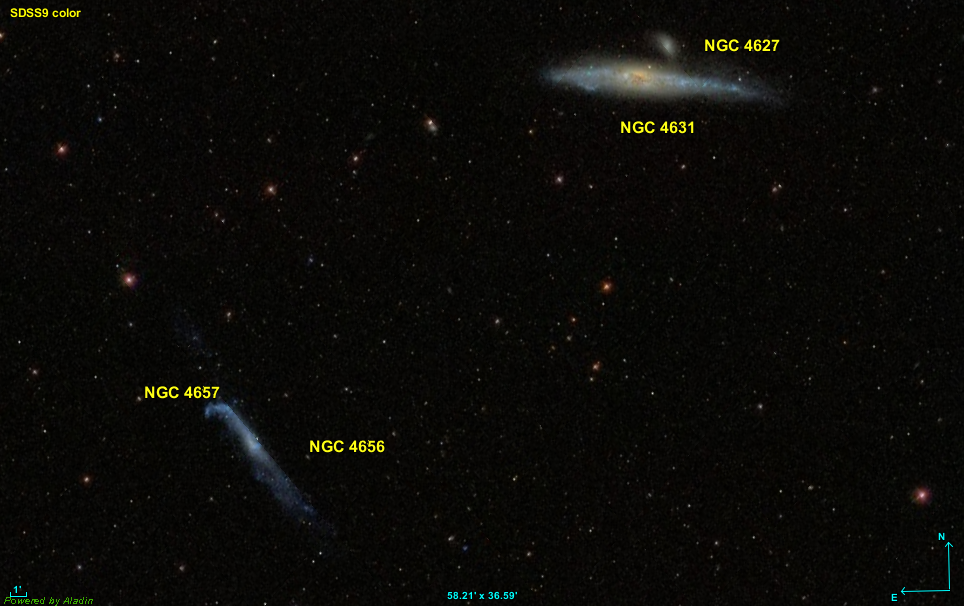
NGC 4631 et NGC 4656 forment un couple de galaxies en interaction gravitationnelle.

## Groupe de NGC 4631
Selon A.M. Garcia, la galaxie NGC 4656 fait partie du groupe de NGC 4631. Ce groupe de galaxies compte au moins 14 membres. Les autres membres sont NGC 4150, NGC 4163, NGC 4190, NGC 4214, NGC 4244, NGC 4308, NGC 4395, NGC 4631, IC 779, MCG 6-28-0, UGC 7605, UGC 7698, UGCA 276.
Abraham Mahtessian mentionne aussi l'appartenance de NGC 4395 au groupe de NGC 4631, mais il n'y figure que cinq galaxies. En plus de NGC 4935, de NGC 4631 et de NGC 4656, deux autres galaxies non présentes dans la liste de Garcia y figurent, soit NGC 4509 et NGC 4627.
Comme on peut souvent le constater, les frontières entre les groupes sont quelque peu arbitraires et dépendent des critères de proximité employés par les auteurs.

## Galerie

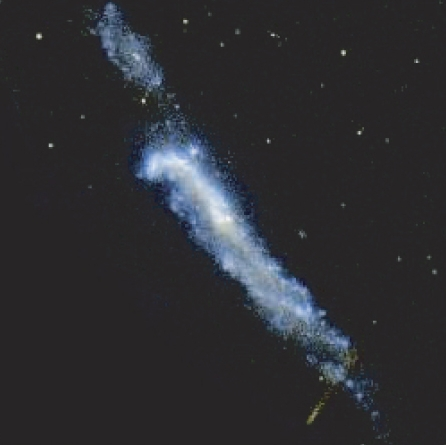
NGC 4656 en ultraviolet. (GALEX)
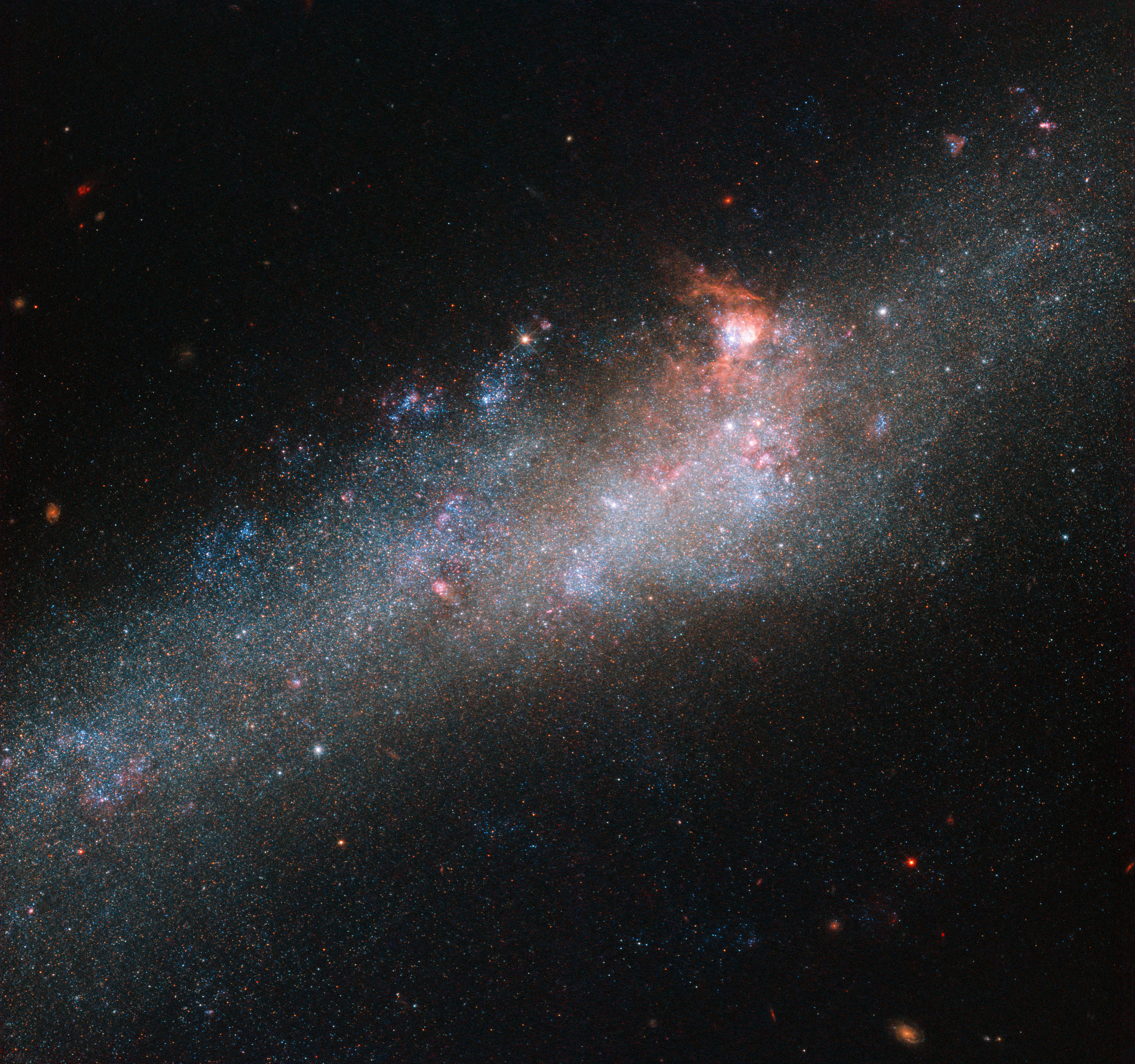
Gros plan sur NGC 4656 par le télescope spatial Hubble.
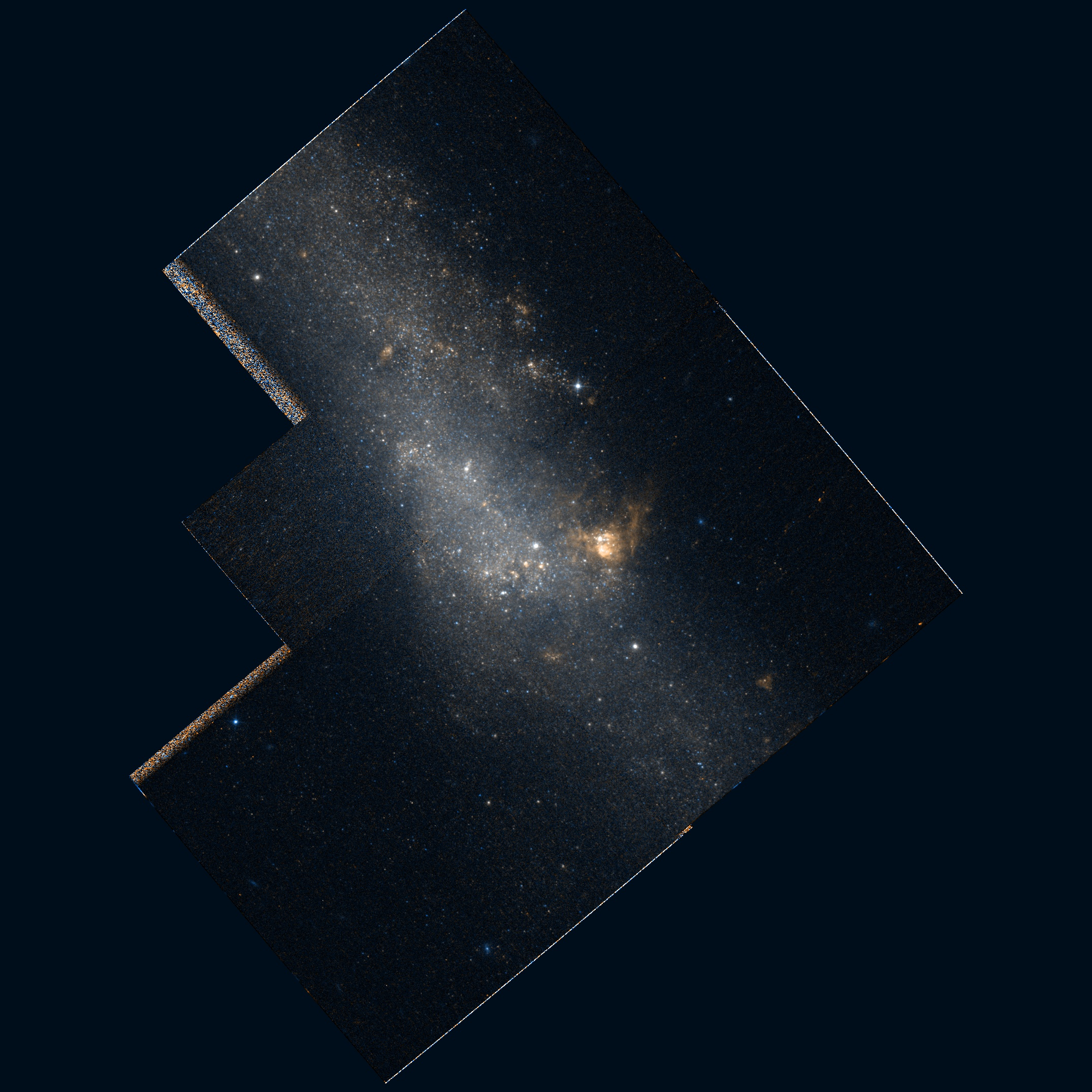
Autre gros plan de NGC 4656 réalisé avec les données captées par le télescope spatial Hubble.
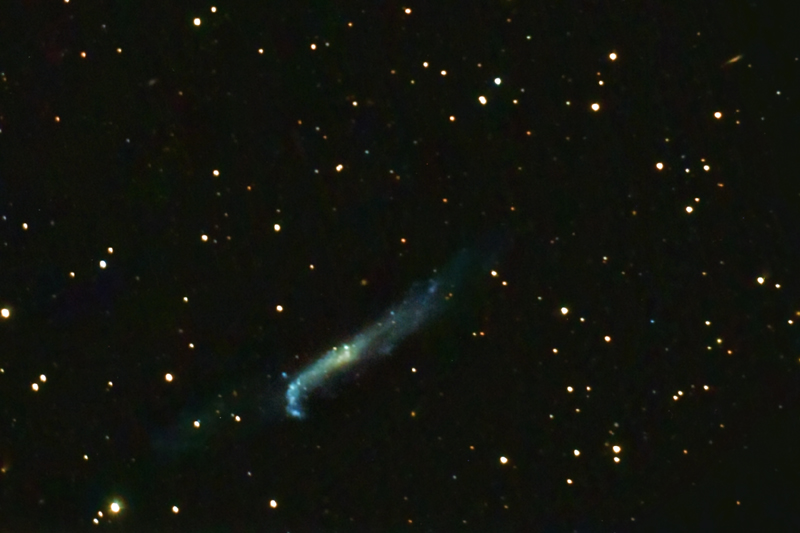
NGC 4656 par un astronome amateur.